# Tullgrenella yungae
Tullgrenella yungae là một loài nhện trong họ Salticidae.
Loài này thuộc chi Tullgrenella. Tullgrenella yungae được María Elena Galiano miêu tả năm 1970.